# Omicron laevis
Omicron laevis är en stekelart som beskrevs av Henri Saussure 1875. Omicron laevis ingår i släktet Omicron och familjen Eumenidae. Inga underarter finns listade i Catalogue of Life.